# سواديات
سواديات (الاسم العلمي: Ustilaginales) أو السُخام، ويطلق عليها اسم التفحُّم والسُناج، هي رتبة من الفطريات تتبع طائفة السواداويات من شعيبة السواديانية.
وهي رتبة فطريات متطفلة بين خلايا النباتات الراقية، ويمكن استنباتها في أوساط صنعية. تضم هذه الرتبة قرابة 850 نوعاً مصنفة في 48 جنساً ويأتي تحت هذه الرتبة فصيلتان هما: فصيلة Ustilaginaceae وفصيلة Tilletiaceae. تضم سواديات النوع نفسه أحياناً عدداً من سلالات فيزيولوجية تعرف بالأنماط المرضية، pathotypes، المختلفة التوزع الجغرافي والمتخصص كل منها بإصابة أصناف أو عروق أو ضروب محددة من المضيف أو العائل.
تسبب السواديات أمراضاً واسعة الانتشار في العديد من النباتات النجيلية وغيرها تعرف بالتفحُّمات، نسبة إلى كتل الأبواغ التيلية التي تشكلها، والتي تشبه مسحوق الفحم بلونها القاتم. من أبرز أنواع التفحمات التي تصيب الحبوب: التفحم المغطى أو النتن في القمح المتسبب عن الفطرين Tilletia laevis وT. tritici، والتفحم المغطى في الشعير Ustilago hordei، والتفحم السائب في القمح Ustilago tritici، والتفحم السائب في الشعير Ustilago nuda، والتفحم اللوائي Urocystis agropyri، والتفحم الكرنالي Tilletia indica، والتفحم المتقزم Tilletia controversa في القمح، وتفحم الشوفان Ustilago avenae، وتفحم الذرة البيضاء Ustilago maydis، والتفحم المغطى في الذرة البيضاء Sphycelotheca sorghi، إضافة إلى العديد من التفحمات التي تصيب النباتات البرية والتزيينية مثل الحنطة النشوية والدوسر والمئبار، والغليسارية والشقار والحوذان. ومن أهم تفحمات الفصيلة الزنبقية [ر] تفحم البصل Urocystis cepulae.
ينمو الكثير من فطور السواديات بين الحزم الوعائية للمضيف ليصل إلى أعضاء معينة من النبات، وخاصة الأزهار ليتكاثر ويُخَرّب، من ثم، محتويات الحبة، ويحل محلها، وينتج فيها الأبواغ التيلية. أو أنه يحرض أنسجة المضيف في موضع الإصابة لتأخذ شكل درنات فقاعية يتكاثر فيها المُمْرِض منتجاً الأبواغ التيلية. تبقى الأبواغ التيلية للعديد من السواديات في التربة قابلة للإنتاش لعدة أعوام (2ـ 4 سنوات)، ومنها ما يحتفظ بحيويته حتى بعد مرورها عبر الجهاز الهضمي للحيوانات التي تتغذى بالنباتات المصابة بالتفحمات.

## دورة الحياة
لدورة حياة فطور السواديات ثلاثة طرز رئيسية: دورة حياة التفحمات المغطاة وشبيهاتها، مثل التفحم اللوائي والتفحم المتقزم، حيث تنشأ الإصابة من الأبواغ التيلية الملوّثة لجدار البذرة السليمة أو التربة؛ ودورة حياة التفحمات السائبة، حيث منشأ الإصابة الميسيليوم الكامن في جنين البذرة السليمة ظاهرياً. ويحتاج الفطر الممرض في كلا الطرازين السابقين إلى سنة كاملة لإتمام دورة حياته؛ ودورة حياة التفحمات الموضعية، مثل تفحم الذرة الصفراء، حيث منشأ الإصابة في هذه المجموعة التربة ومخلَّفات النباتات الملوثة بالأبواغ، ولا يسري المرض جهازياً في النبات إنما يظهر في موقع الإصابة، وتتكرر دورة الحياة في مسببات هذه المجموعة عدة مرات في الموسم الواحد.
يدل انتشار الفحم الكرنالي المكتشف في الهند عام 1931 وانتقاله بالزراعة إلى المكسيك في سبعينيات القرن العشرين على دور الإنسان في نقل الأمراض النباتية من مكان إلى آخر، بل من قارة إلى أخرى.
تعد الدورة الزراعية وتعقيم البذار بكاسيات البذار الكيمياوية الجهازية من أنجع وسائل مكافحة أمراض التفحم، كذلك استعمال أصناف المحاصيل المقاومة لمسببات هذه الأمراض.

## فصائل
- السوادية